# Anoura carishina
Anoura carishina és una espècie de ratpenat de la família dels fil·lostòmids. És endèmic de Colòmbia.

## Descripció

### Dimensions
És un ratpenat de petites dimensions, amb mesures externes no comunicades però semblants a les de A. geoffroyi.

### Descripció
El pelatge és llarg. El color general del cos és marró-canyella, amb la base dels pèls blanca. El musell és allargat i proveït a l'extremitat d'una petita fulla nasal lanceolada. La llengua és prima, extensible i dotada de papil·les filiformes a la punta. Les orelles són relativament petites i estan separades. Manca de cua, mentre que l'uropatagi és reduït a una prima membrana que s'estén al llarg de la part interna dels membres inferiors i té pèls dispersos, particularment al llarg del marge exterior.

## Biologia

### Alimentació
Es nodreix de nèctar i pol·len.

## Distribució i hàbitat
Aquesta espècie és coneguda de tres localitats de la Colòmbia septentrional i sud-occidental.

## Estat de conservació
Com que fou descoberta fa poc, l'estat de conservació d'aquesta espècie encara no ha estat avaluat formalment.